# Elimination Chamber: Toronto
Elimination Chamber (2025) was de 15e  editie  professioneel worstel-pay-per-view (PPV) en WWE Network evenement van Elimination Chamber dat georganiseerd werd door de World Wrestling Entertainment voor hun Raw en SmackDown brands. Het evenement vond plaats op zaterdag 1 maart 2025 in het Rogers Centre in Toronto, Ontario, Canada . Dit was ook de laatste keer  dat John Cena meedeed  aan dit evenement omdat hij aan het einde van 2025 gaat stoppen als een inring peformer.

## Heel/face turns
De volgende WWE Superstar werd heel of face tijdens dit evenement.
| Worstelaar(s) | status voor EC Toronto | Status na EC Toronto |
| ------------- | ---------------------- | -------------------- |
| John Cena     | Face                   | Heel                 |

## Matches
| Nr. | Match                                                                                            | Winnaar(s)                       | Opmerkingen | Bron  |
| --- | ------------------------------------------------------------------------------------------------ | -------------------------------- | --- | ----- |
| 1   | John Cena vs. CM Punk vs. Drew McIntyre vs Logan Paul vs.Damian Priest vs Seth "Freakin" Rollins | John Cena                        | Elimination Chamber match voor een mannelijke wereldkampioensschap-wedstrijd bij het evenement WrestleMania 41  | [ 2 ] |
| 2   | Liv Morgan vs. Bianca Belair vs. Alexa Bliss vs. Bayley vs. Naomi vs. Roxanne Perez              | Bianca Belair                    | Elimination Chamber match voor een vrouwelijke wereldkampioensschap-wedstrijd bij het evenement WrestleMania 41 | [ 3 ] |
| 3   | Tiffany Stratton & Trish Stratus vs. Nia Jax & Candice LeRae                                     | Tiffany Stratton & Trish Stratus | Tag team wedstrijd                                                                                              | [ 4 ] |
| 4   | Sami Zayn vs. Kevin Owens                                                                        | Kevin Owens                      | Unsanctioned match (niet-gesanctioneerde wedstrijd )                                                            | [ 5 ] |

### Vrouwen Elimination Chamber match
| uitgeschakeld | Worstelaar    | Deelnemer | uitgeschakeld door | Methode                                        | Tijd  |
| ------------- | ------------- | --------- | ------------------ | ---------------------------------------------- | ----- |
| 1             | Naomi         | 1         | Kon niet deelnemen | Aangevallen door een terugkerende Jade Cargill | 0:00  |
| 2             | Bayley        | 5         | Liv Morgan         | Pinfall                                        | 19:05 |
| 3             | Roxanne Perez | 4         | Alexa Bliss        | Pinfall                                        | 23:05 |
| 4             | Alexa Bliss   | 6         | Liv Morgan         | Pinfall                                        | 25:35 |
| 5             | Liv Morgan    | 2         | Bianca Belair      | Pinfall                                        | 29:15 |
| Winnaar       | Bianca Belair | 3         |                    |                                                | 29:15 |

### Mannen Elimination Chamber match
| uitgeschakeld | Worstelaar             | Deelnemer | uitgeschakeld door | Methode               | Tijd  |
| ------------- | ---------------------- | --------- | ------------------ | --------------------- | ----- |
| 1             | Drew McIntyre          | 1         | Damian Priest      | Pinfall               | 13:10 |
| 2             | Damian Priest          | 3         | Logan Paul         | Pinfall               | 14:25 |
| 3             | Logan Paul             | 4         | CM Punk            | Pinfall               | 18:30 |
| 4             | Seth "Freakin" Rollins | 2         | CM Punk            | Pinfall               | 30:00 |
| 5             | CM Punk                | 6         | John Cena          | Technische Submission | 32:40 |
| Winnaar       | John Cena              | 5         |                    |                       | 32:40 |